# IMMORTAL (ANTHEMのアルバム)
『IMMORTAL』（イモータル）は、2006年にANTHEMがリリースしたアルバムである。

## 収録曲
全作詞・作曲：柴田直人
1. IMMORTAL BIND
アーケードゲーム「GuitarFreaksV4 Яock×Rock」・「DrumManiaV4 Яock×Rock」提供曲。
2. SOUL MOTOR
3. MOB GROOVE
4. IGNITE
5. THE BEGINNING
6. FREAK OUT
7. INSOMNIA
8. UNKNOWN WORLD
9. BETRAYER
10. ECHOES IN THE DARK
11. ROAD TO NOWHERE

## 参加メンバー
- 柴田直人：ベース、作詞、作曲
- 坂本英三：ボーカル
- 清水昭男：ギター
- 本間大嗣：ドラム